# Buddy Rich
Bernard (Buddy) Rich (Brooklyn, 30 september 1917 – Los Angeles, 2 april 1987) was een Amerikaans jazzdrummer en bandleider. Rich wordt door velen beschouwd als een van de meest legendarische drummers in de geschiedenis. Hij werd aangekondigd als The world's greatest drummer. Dit vooral vanwege zijn techniek, energie en snelheid.

## Biografie

### Jonge jaren
Rich was de zoon van Robert en Bess Rich, beiden vaudeville-artiesten van Joodse komaf. Toen hij 18 maanden oud was, begon hij al drumstel te spelen. Dit leverde hem de bijnaam "Traps the Drum Wonder" op. Zijn ouders lieten hem in zijn kindertijd al optredens geven, waarbij Rich al snel het op een na best betaalde kindsterretje ter wereld werd (na Jackie Coogan). Rich kreeg nooit muziekles en was van mening dat dit zijn talent alleen maar zou schaden.

### Jazzcarrière
Rich trad in 1937 voor het eerst op met een grote jazzgroep, waar ook Joe Marsala en gitarist Jack Lemaire lid van waren. Hij trad in de loop der jaren ook op samen met Bunny Berigan (1938), Artie Shaw (1939), Benny Carter (1942), Harry James (jaren 50 en 60), Les Brown en Charlie Ventura en nam deel aan Jazz at the Philharmonic. Hij gaf les aan de toen 14-jarige Mel Brooks. Op zijn 21ste nam Rich deel aan zijn eerste grote opname met het Vic Schoen Orchestra. In 1938 werd hij ingehuurd voor het Tommy Dorsey Orchestra, waar hij Frank Sinatra leerde kennen. In 1942 verliet Rich het orkest om bij het United States Marine Corps te gaan. Twee jaar later verliet hij de marine echter alweer en werd weer lid van het Dorsey's orkest.
In 1946 richtte Rich zijn eigen band op, met financiële steun van Sinatra. Tot begin jaren 50 leidde hij verschillende bands en groepen.
Vanaf de jaren 60 tot aan zijn dood leidde hij meerdere bigbands, ondanks dat deze na de jaren 40 aan populariteit verloren.

### Televisieoptredens
Rich was een vaste gast in The Steve Allen Show en andere tv-programmaseries. Vanaf 1962 was hij tevens een vaste gast in Johnny Carsons The Tonight Show en The Merv Griffin Show. Met zijn bigband trad hij op in het Britse praatprogramma Parkinson en The Terry Wogan Show. Samen met zanger Buddy Greco en komiek George Carlin maakte Rich in 1967 de serie Away We Go. In 1981 had hij een gastrol in The Muppet Show, waarin hij Muppet-drummer Animal uitdaagde tot een drumwedstrijd.

### Dood en nagedachtenis
Buddy Rich bleef tot het eind van zijn leven optredens geven. Hij overleed op 2 april 1987 aan de gevolgen van hartfalen, na een operatie om een hersentumor te verwijderen. Hij ligt begraven op het Westwood Village Memorial Park Cemetery in Los Angeles.
Sinds Rich' dood zijn er meerdere concerten ter nagedachtenis van hem gegeven. In 1994 bracht Neil Peart, drummer van de rockband Rush, het album Burning for Buddy: A Tribute to the Music of Buddy Rich uit. Aan het album werkten onder anderen ook Carl Palmer, Matt Sorum, Dave Weckl, Steve Gadd, Vinnie Colaiuta en Max Roach mee. In 1997 verscheen een vervolgalbum.
Op de in 2019 door het tijdschrift Rolling Stone gepubliceerde ranglijst van 100 beste drummers in de geschiedenis van de popmuziek kreeg Buddy Rich de 15e plaats toegekend.
Rich' kleinzoon Nick Rich is eveneens drummer.

## Achtergrond

### Techniek

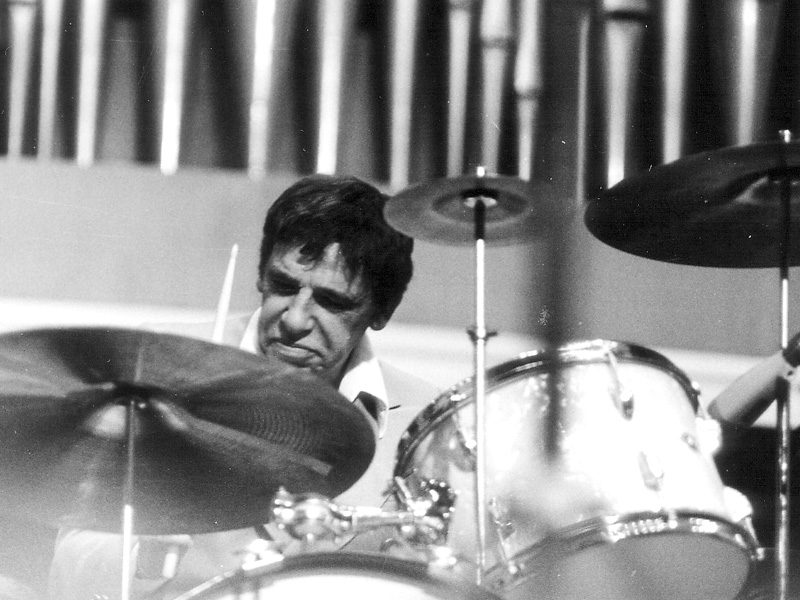
Buddy Rich drummend tijdens een concert in Keulen, Duitsland, 3 maart 1977

Rich' drumtechniek staat bij drummers wereldwijd nog altijd bekend als uniek en lastig na te bootsen. Rich hield zijn stokken meestal vast op de traditionele manier, maar was ook ervaren in de matched grip. Hij was een van de weinige drummers die met zowel links als rechts tromgeroffel met slechts een hand kon spelen.
Rich gebruikte vaak afwisselende technieken om te voorkomen dat zijn lange drumsolo's te eentonig zouden worden. Een van zijn bekendere technieken is de stick-trick – een snel tromgeroffel dat wordt verkregen door beide stokken in een cirkelbeweging snel tegen elkaar te slaan.
In 1942 schreven Rich en Henry Adler samen het boek Buddy Rich's Modern Interpretation of Snare Drum Rudiments.

### Instrumenten
Rich speelde in zijn beginjaren het liefst op drumstellen van Slingerland Radio King, en Rogers Drums. In de jaren 1970 stapte hij over op drumstellen van Ludwig. Toen hij in 1959 herstelde van een hartaanval kreeg hij een originele houten Slingerland Radio King 5X14-snaredrum aangeboden als geschenk.

## Discografie

### Studio- en livealbums als bandleider of medebandleider
- 1953: The Flip Phillips Buddy Rich Trio (Clef Records)
- 1954: The Swinging Buddy Rich (Norgran Records)
- 1955: Sing and Swing with Buddy Rich (Norgran)
- 1955: Buddy and Sweets (Norgran)
- 1955: The Lester Young Buddy Rich Trio (Norgran)
- 1955: The Wailing Buddy Rich (Norgran)
- 1955: Krupa and Rich (Clef) – met Gene Krupa
- 1955: The Lionel Hampton Art Tatum Buddy Rich Trio (Clef)
- 1956: Buddy Rich Sings Johnny Mercer (Verve Records)
- 1956: This One's for Basie  (Verve) – heruitgave in 1967 als Big Band Shout
- 1957: Buddy Rich Just Sings (Verve)
- 1958: Buddy Rich in Miami (Verve)
- 1959: Richcraft (Mercury Records)
- 1959: Rich versus Roach (Mercury) – met Max Roach
- 1959: The Voice is Rich (Mercury)
- 1960: The Driver (EmArcy Records)
- 1961: Playtime (Argo Records)
- 1961: Blues Caravan (Verve)
- 1962: Burnin' Beat (Verve) – met Gene Krupa
- 1965: Are You Ready for This? (Roost) – met Louie Bellson
- 1966: Swingin' New Big Band (Pacific Jazz Records/Blue Note Records)
- 1966: The Sounds of '66 (Reprise Records) – live, met Sammy Davis jr.
- 1967: Big Swing Face (Pacific Jazz) – live
- 1967: The New One! (Pacific Jazz)
- 1968: Rich à la Rakha (World Pacific)
- 1968: Mercy, Mercy (Pacific Jazz) – live
- 1969: Buddy & Soul (Pacific Jazz) – live
- 1970: Keep the Customer Satisfied (Liberty Records) – live
- 1971: A Different Drummer (RCA Records)
- 1971: Rich in London (RCA) – live
- 1972: Stick It (RCA)

- 1973: The Roar of '74 (Groove Merchant)
- 1974: Very Live at Buddy's Place (Groove Merchant) – live
- 1974: Transition (Groove Merchant) – met Lionel Hampton
- 1974: The Last Blues Album, Vol. 1 (Groove Merchant)
- 1975: Big Band Machine (Groove Merchant)
- 1976: Speak No Evil (RCA)
- 1977: Buddy Rich Plays and Plays and Plays (RCA)
- 1977: Lionel Hampton Presents Buddy Rich (Who's Who in Jazz)
- 1977: Class of '78 (The Great American Gramophone Company)
- 1978: Together Again: For the First Time (Gryphon/Century)
- 1980: Live at Ronnie Scott's (DRG) – live
- 1981: The Buddy Rich Band (MCA)
- 1983: Rich and Famous (Amway)
- 1985: Mr. Drums: ...Live on King Street (Cafe Records, een divisie van Mobile Fidelity Sound Lab)

#### Postuum
- 1993: Europe '77 (Magic)
- 2001: Wham! The Buddy Rich Big Band Live (Label M)
- 2004: No Funny Hats (Lightyear)

### Verzamelalbums
- 1960: The Drum Battle (Gene Krupa and Buddy Rich at JATP) (Verve)
- 196?: The Best of Buddy Rich (Pacific Jazz)
- 1969: Super Rich (Verve)
- 1971: Time Being (Bluebird/RCA)
- 1987: Compact Jazz: Buddy Rich (Verve)
- 1990: Compact Jazz: Gene Krupa & Buddy Rich (Verve)
- 1992: No Jive (Novus)
- 1998: Buddy Rich: The Legendary '47–'48 Orchestra Vol. 1 (Hep Records)
- 1998: Buddy Rich: The Legendary '46–'48 Orchestra Vol. 2 (Hep)
- 2005: Classic EmArcy, Verve, Small Group Buddy Rich Sessions (Mosaic Records #232) – 7 cd's